# Медајна (Вашингтон)
Медајна (енгл. Medina), град у америчкој савезној држави Вашингтон. Налази се на источној обали језера Вашингтон, насупрот Сијетла и граничи се са Клајд Хилом и Хантс Поинтом на истоку. По попису становништва из 2010. у њему је живело 2.969 становника. У граду живе милијардери Бил Гејтс и Џеф Безос и неколико високих руководилаца Мајкрософта.

## Демографија
Према попису становништва из 2010. у граду је живело 2.969 становника, што је 42 (1,4%) становника мање него 2000. године.
| Група             | 2000.         | 2010.         |
| Белци             | 2.757 (91,6%) | 2.421 (81,5%) |
| Афроамериканци    | 5 (0,2%)      | 9 (0,3%)      |
| Азијати           | 147 (4,9%)    | 347 (11,7%)   |
| Хиспаноамериканци | 42 (1,4%)     | 76 (2,6%)     |
| Укупно            | 3.011         | 2.969         |